# Lea di Roma
Lea di Roma (... – Ostia, 22 marzo 384) è stata una donna romana, seguace di san Girolamo.

## Biografia
Lea perse suo marito, un ricco romano, in un'età relativamente giovane. Si unì al circolo ascetico di signore ricche e nobili attorno san Girolamo.
Lea entra nella comunità di Santa Marcella, dove si studiano le Scritture e si vive in castità e povertà.
Progettò di accompagnare Girolamo a Betlemme con altre donne per condurre la vita di un eremita, ma morì nella città portuale di Ostia. Girolamo ha scritto una necrologia, ora conservato nella Biblioteca Apostolica Vaticana. È chiamata la madre delle vergini e la patrona delle vedove.

## Culto
Ascritta al Martirologio Romano al 22 marzo: Commemorazione di santa Lea, vedova romana, le cui virtù e la cui morte ricevettero la lode di san Girolamo. .